# Calandrinia
Calandrinia é um gênero botânico da família Montiaceae.

## Espécies
Aproximadamente 150 espécies, incluindo:
- Calandrinia ambigua
- Calandrinia balonensis
- Calandrinia breweri
- Calandrinia calyptrata
- Calandrinia ciliata
- Calandrinia corrigioloides
- Calandrinia eremaea
- Calandrinia maritima
- Calandrinia umbellata